# Escut de Mauritània
L'escut de Mauritània és el segell nacional, aprovat oficialment el 3 d'agost del 1960, mitjançant la llei núm. 60/140. Es basa en els colors i els elements de la bandera estatal: la mitjana lluna i l'estel, símbols tradicionals de l'islam, la religió oficial de l'Estat.
És un emblema de forma circular amb el camper de sinople, carregat d'un muntant d'or acompanyat al cap d'una estrella de cinc puntes també d'or; sobre el tot, una palmera datilera i una espiga de mill d'argent movents de la punta. Al voltant, una bordura d'argent amb el nom oficial de l'estat, «República Islàmica de Mauritània», escrit en àrab i en francès: الجمهورية الإسلامية الموريتانية (al-Jumhūriyya al-Islāmiyya al-Mūritāniyya) / RÉPUBLIQUE ISLAMIQUE DE MAURITANIE.
Al revers, el segell presenta el lema nacional: «Honor, Fraternitat, Justícia», dins una corona formada per una palma i un ram d'olivera passats en sautor.